# A Girl in Bohemia
A Girl in Bohemia è un film muto del 1919 diretto da Howard M. Mitchell. La sceneggiatura di Denison Clift si basa sull'omonimo lavoro teatrale di H. B. Daniel. Prodotto e distribuito dalla Fox Film Corporation, il film aveva come interpreti Peggy Hyland, Josef Swickard, L.C. Shumway, Betty Schade, Edward Cecil.

## Trama
Dopo che suo padre, noto professore universitario, il fidanzato Richard, autore di successo, e un editore al quale ha fatto leggere il libro, hanno tutti quanti bocciato il suo romanzo sulla vita bohémienne ritenendolo poco realistico, Winifred Bryce va via di casa, trasferendosi al Greenwich Village, il quartiere degli artisti di New York, dove ha intenzione di vivere intensamente l'estrosa atmosfera che vi si respira. Fa subito amicizia con Cleo Merrill, una poetessa futurista, e con De Lancy Danforth, un attorucolo pieno di debiti. I due non perdono tempo per attingere al denaro di Winifred, ricorrendo a numerosi prestiti. La ragazza, invaghita di De Lancy, fugge con lui ma solo per scoprire che l'uomo è in combutta con Cleo e che la poetessa le ha prosciugato il conto bancario con un assegno contraffatto. Durante una lite con De Lancy, Cleo cade sul suo coltello e muore. Winifred, dopo il ritrovamento dell'assegno, viene accusata di omicidio. Richard, però, riesce a mettere alle strette De Lancy, facendolo confessare e scagionando così la fidanzata. In quel mentre, Winifred si sveglia e scopre che tutto non è stato altro che un brutto sogno. Abbandonando le sue ubbíe, Winifred sposa Richard e dà alle stampe il suo romanzo, A Girl in Bohemia, che diventa subito un grande successo.

## Produzione
Il film fu prodotto dalla Fox Film Corporation.

## Distribuzione
Il copyright del film, richiesto da William Fox, fu registrato il 2 novembre 1919 con il numero LP14377. Lo stesso giorno, il film usciva nelle sale statunitensi distribuito dalla Fox Film Corporation.
Non si conoscono copie ancora esistenti della pellicola che viene considerata presumibilmente perduta.